# Giorgio Salvitti

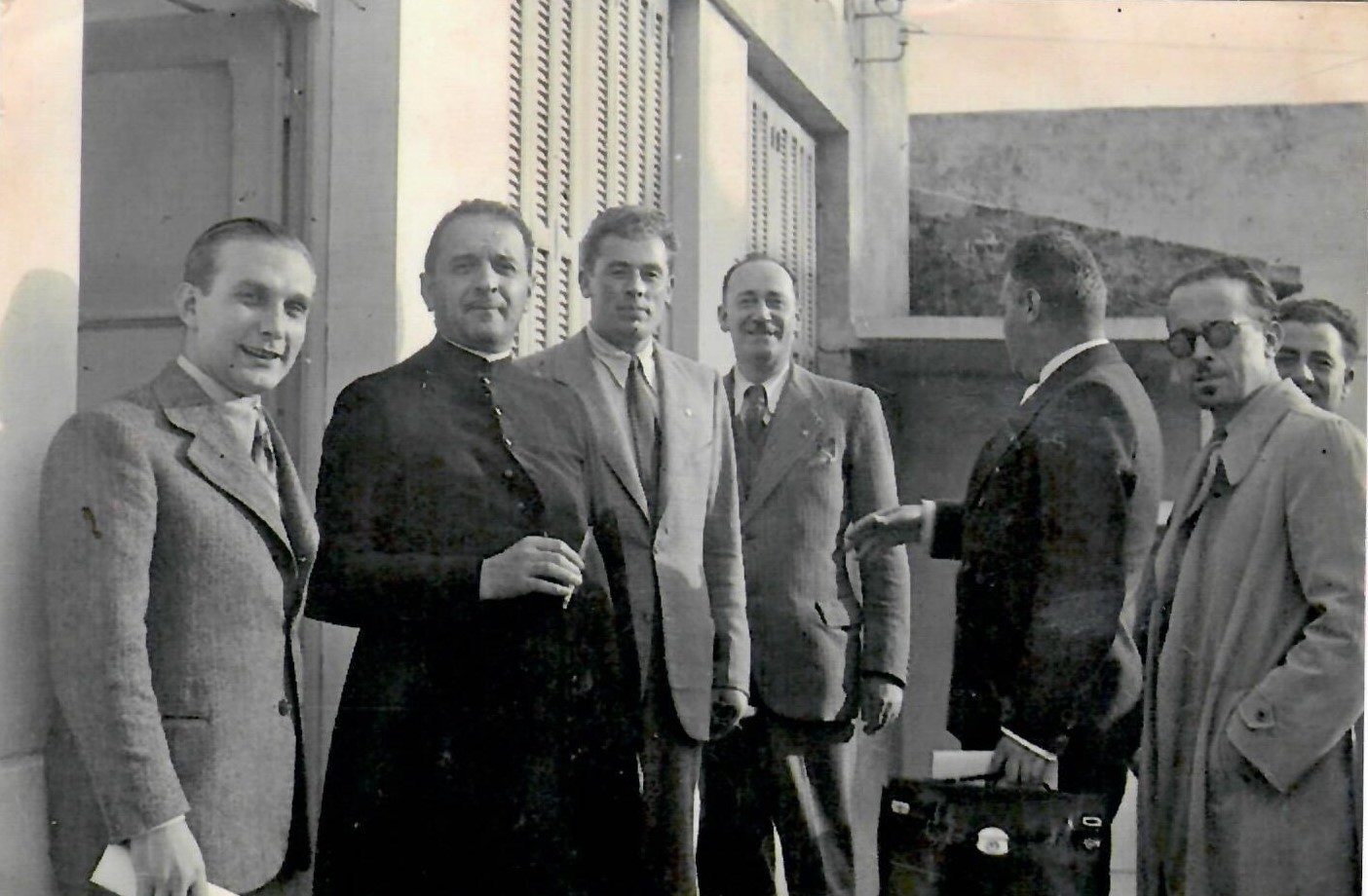
Prof. Romolo Salvitti, Tripoli 1950.

Giorgio Salvitti (Colleferro, 10 febbraio 1968) è un politico italiano.

## Biografia
Nato a Colleferro, svolge attività imprenditoriale nel settore dell’arredamento.
È iscritto a Fratelli d'Italia sin dalla fondazione del partito della Meloni.
Dal 1997 al 2001 è stato consigliere comunale, dal 2001 al 2005 è stato assessore al commercio e sviluppo economico e dal 2006 al 2014 è stato assessore all'urbanistica e vicesindaco della sua città di origine.
Alle elezioni politiche del 2022 si candida al Senato della Repubblica con FdI nel collegio plurinominale Piemonte 2 e viene eletto.
Il 18 ottobre 2022 diviene vicepresidente vicario del gruppo parlamentare Civici d'Italia, fermo restando la sua appartenenza a Fratelli d’Italia.
Componente della 6* Commissione Finanze e della 8* Commissione Ambiente, Trasporti e Infrastrutture.
Dal 2022 è membro della Giunta delle elezioni e delle immunità parlamentari.
Dal 2023 è membro dell'Ufficio di Presidenza della Commissione di inchiesta Bicamerale Antimafia. 
Dal 2017 è membro della Direzione nazionale di Fratelli d'Italia.